# Левківський Василь Миколайович

Левківський Василь Миколайович

Василь Миколайович Левківський (25 вересня 1954) — український вчений-економіст. Доктор економічних наук, професор. Академік АН ВШ України з 2007 року.
Народився в с. Левковичі Овруцького району Житомирської обл. В 1975 р. закінчив Коростинівське педагогічне училище. Працював учителем на Херсонщині. З 1979 по 1984 р. — студент, а з 1984 по 1987 р. — аспірант Київського державного університету ім. Т. Г. Шевченка. В 1987 р. захистив кандидатську дисертацію і був направлений на роботу в Чернігівський державний педагогічний інститут ім. Т. Г. Шевченка на кафедру філософії та політичної економії. В 1992 р. присвоєно вчене звання доцента. За період роботи в Чернігівському державному університеті ім. Т. Г. Шевченка займав посади: проректора з виховної роботи, проректора з заочного навчання, проректора з навчальної роботи, першого проректора. Нині — завідувач кафедри економіки і менеджменту Чернігівського державного педуніверситету, а також викладач в Чернігівському інституті економіки і управління.
У 2005 р. захистив докторську дисертацію і отримав науковий ступінь доктора економічних наук. У 2006 р. присвоєно вчене звання професора.
Область наукових інтересів — світове господарство і міжнародні економічні відносини.
Автор понад 60 наукових праць, монографії, підручника (у співавторстві), навчального посібника з грифом МОНУ, ряду методичних посібників.
Член Всеукраїнської громадської організації «Українська асоціація економів-міжнародників», а також спеціалізованої вченої ради в Чернігівському державному технологічному університеті та Харківському національному університеті ім. В. Н. Каразіна.

## Джерело
- Сторінка на сайті АН ВШ України